# Комплексно число
Комплексното число е число, което може да бъде представено под формата a + bi, където a и b са реални числа, а i е имагинерната единица, която е решение на уравнението i2 = −1. В този израз a е реалната част, а b е имагинерната част на комплексното число.
Комплексните числа разширяват концепцията за едноизмерна числова линия до двуизмерна комплексна равнина, като двете координатни оси се използват като числови линии съответно за реалната и имагинерната част. Комплексното число a + bi може да се идентифицира с точката (a, b) в комплексната равнина. Комплексно число, чиято реална част е нула, се нарича чисто имагинерно число, а комплексно число с нулева имагинерна част е реално число. По този начин комплексните числа включват всички реални числа, но разширяват тяхното множество, за да бъдат решавани задачи, които не могат да се решат само с реални числа.
Извън използването им в математиката, комплексните числа имат практически приложения в области като физиката, химията, биологията, икономиката, електротехниката и статистиката. Те са използвани за пръв път от италианския математик Джироламо Кардано през XVI век в опитите му да търси решения на кубични уравнения.

## Общи сведения
Комплексните числа могат да се събират, изваждат, умножават и делят също като реалните. Освен това обаче те имат няколко допълнителни свойства, които често правят работата с комплексни числа по-удобна.
Съгласно фундаменталната теорема на алгебрата, всяко алгебрично уравнение с реални или комплексни коефициенти и една променлива има решение в множеството на комплексните числа.

### Дефиниция
Полето на комплексните числа, {\displaystyle \mathbb {C} }, може да бъде дефинирано в {\displaystyle \mathbb {R} ^{2}=\mathbb {R} \times \mathbb {R} } от наредени двойки реални числа {\displaystyle (a,b)} чрез няколко аксиоми:
- събиране: {\displaystyle (a,b)+(c,d)=(a+c,b+d)} – този закон е комутативен, асоциативен и притежава неутрален елемент (0,0) и всеки елемент има симетричен елемент, което дефинира абелевата група {\displaystyle \mathbb {C} }
- умножение: {\displaystyle (a,b).(c,d)=(ac-bd,ad+bc)} – операцията е комутативна и асоциативна. Съществува едниствен единичен елемент {\displaystyle e=(1,0)}, а елементът {\displaystyle i=(0,1)} има свойството {\displaystyle i^{2}=(-1,0)}, поради което числата {\displaystyle e} и {\displaystyle i} се наричат реална и имагинерна единица
- умножение с реално число: {\displaystyle \lambda (a,b)=(\lambda a,\lambda b),\forall \lambda \in \mathbb {R} } – външен дистрибутивен и асоциативен мултипликативен закон.

Комплексно число е число от вида a + bi, където a и b са реални числа и i е имагинерната единица, за която i2 = −1. Например, −3,5 + 2i е комплексно число.
Реалното число a се нарича реална част на комплексното число a + bi, а реалното число b е негова имагинерна част. Реалната част на дадено комплексно число z се означава с Re(z) или ℜ(z), а имагинерната – с Im(z) или ℑz). Например,
{\displaystyle {\begin{aligned}\operatorname {Re} (-3.5+2i)&=-3.5\\\operatorname {Im} (-3.5+2i)&=2.\end{aligned}}}
Така, изразено чрез своите реална и имагинерна част, комплексното число z е равно на {\displaystyle \operatorname {Re} (z)+\operatorname {Im} (z)\cdot i}.
Всяко реално число a може да се разглежда като комплексно число a + 0i, чиято имагинерна част е 0, а чисто имагинерните числа bi са комплексни числа 0 + bi с нулева реална част. Числата с отрицателна имагинерна част обикновено се записват като a − bi с b > 0, вместо като a + (−b)i – например 3 − 4i вместо 3 + (−4)i.
Множеството на комплексните числа се означава с ℂ, {\displaystyle \mathbf {C} } или {\displaystyle \mathbb {C} .} Формално то се дефинира като множеството на всички наредени двойки реални числа, за които са въведени операции събиране и умножение по следните правила:
- {\displaystyle (a,b)+(c,d)=(a+c,b+d)\,}
- {\displaystyle (a,b)\cdot (c,d)=(ac-bd,bc+ad)\ }

С тези две операции множеството на комплексните числа образува поле. Множеството на числата от вида (а,0) заедно с така зададените операции е изоморфно на множеството на реалните числа, поради което вместо (a,0) се записва просто a. Имагинерната единица i отговаря на двойката (0,1). Непосредствено се проверява, че
{\displaystyle i^{2}=(0,1)\cdot (0,1)=(-1,0)=-1}.
По-често използваният алгебричен вид a + bi е еквивалентен на формалната дефиниция, както се вижда от равенството:
{\displaystyle (a,b)=(a,0)+(0,b)=(a,0)+(0,1)\cdot (b,0)=a+ib}

### Геометрична интерпретация в правоъгълни координати
Комплексните числа могат да се представят като точки или вектори в равнина, снабдена с декартова координатна система, която още се нарича комплексна равнина. В нея векторът z = a + ib има за координати реалната си част a и имагинерната си част b. Множеството от точки, отговарящи на реалните числа, се нарича реална ос, а множеството, отговарящо на чисто имагинерните числа, – имагнерна ос. Дължината на вектора се нарича модул или абсолютна стойност на комплексното число и се отбелязва с |z|, а ориентираният ъгъл между реалната ос и вектора – аргумент на числото и се отбелязва с Arg z. Ако числото z = a + ib има модул r и аргумент φ, то следващите формули дават връзка между координатите, модула и аргумента:
{\displaystyle a=r\cos \varphi \,}
{\displaystyle b=r\sin \varphi \,}
{\displaystyle r={\sqrt {a^{2}+b^{2}}}\,}
{\displaystyle \cos \varphi ={\frac {a}{r}}={\frac {a}{\sqrt {a^{2}+b^{2}}}}\,}
{\displaystyle \sin \varphi ={\frac {b}{r}}={\frac {b}{\sqrt {a^{2}+b^{2}}}}\,}
Използвайки формулата на Ойлер, можем да представим комплексното число z от така наречения тригонометричен вид (тригонометрична форма на запис) в експоненциална форма:
{\displaystyle z=a+ib=r\cos \varphi +ir\sin \varphi =r(\cos \varphi +i\sin \varphi )=re^{i\varphi }\,}
Когато числата са записани в експоненциална форма, формулите за умножение и деление са изключително прости:
{\displaystyle r_{1}e^{i\varphi _{1}}\cdot r_{2}e^{i\varphi _{2}}=r_{1}r_{2}e^{i(\varphi _{1}+\varphi _{2})}\,},
и
{\displaystyle {\frac {r_{1}e^{i\varphi _{1}}}{r_{2}e^{i\varphi _{2}}}}={\frac {r_{1}}{r_{2}}}e^{i(\varphi _{1}-\varphi _{2})}.\,}
Операциите с комплексните числа имат геометрична интерпретация в комплексната равнина. Събирането и изваждането на комплексни числа е еквивалентно на събирането и изваждането на вектори, а умножението е комбинация от въртене и хомотетия. Умножаването на числото z с числото w = reiφ е еквивалентно на въртене на вектора z на ъгъл φ и умножаване на дължината му с r. Така например умножаването с i е еквивалентно на въртене на 90 градуса (π/2 радиана). Тогава геометричната интерпретация на i2= −1 е, че две последователни въртения на 90 градуса са еквивалентни на едно въртене на 180 градуса (π радиана).

### Геометрична интерпретация в полярни координати
Освен в правоъгълни координати, всяка точка P в комплексната равнина може да се дефинира и чрез полярни координати – чрез разстоянието до нея от началото на координатната система O (точката с координати (0, 0)) и ъгъла между положителната реална ос и отсечката OP в посока, обратна на движението на часовниковата стрелка.
Абсолютната стойност (наричана също модул) на комплексното число z = x + yi е:
{\displaystyle \textstyle r=|z|={\sqrt {x^{2}+y^{2}}}}
Ако z е реално число (т.е. y = 0), тогава r = | x |. В общия случай от Питагоровата теорема следва, че r е разстоянието от точката P, представляваща комплексното число z, до началото на координатната система. Квадратът на абсолютната стойност е:
{\displaystyle \textstyle |z|^{2}=z{\bar {z}}=x^{2}+y^{2}\,}
където {\displaystyle {\bar {z}}} е комплексно спрегнатото на {\displaystyle z}.
Аргументът на z (наричан в много приложения на комплексните числа „фаза“) е ъгълът между радиус-вектора OP и положителната реална ос, който се обозначава с {\displaystyle \arg(z)}. Както и абсолютната стойност, аргументът може да се получи от правоъгълната форма {\displaystyle x+yi}:
{\displaystyle \varphi =\arg(z)={\begin{cases}\arctan({\frac {y}{x}})&{\mbox{if }}x>0\\\arctan({\frac {y}{x}})+\pi &{\mbox{if }}x<0{\mbox{ and }}y\geq 0\\\arctan({\frac {y}{x}})-\pi &{\mbox{if }}x<0{\mbox{ and }}y<0\\{\frac {\pi }{2}}&{\mbox{if }}x=0{\mbox{ and }}y>0\\-{\frac {\pi }{2}}&{\mbox{if }}x=0{\mbox{ and }}y<0\\{\mbox{indeterminate }}&{\mbox{if }}x=0{\mbox{ and }}y=0.\end{cases}}}
Стойността на φ тук е в радиани. Тя може да се увеличава с всяко целочислено кратно на 2π без да променя стойността на комплексното число. По тази причина аргументът понякога е разглеждан като многозначна функция. По-често, както в описаната дефиниция, се използват само стойностите в интервала (−π,π]. Полярният ъгъл на комплексното число 0 е неопределен, но често се използва произволно избраната стойност 0.
Стойността на φ е равна на резултата от използваната в много езици за програмиране функция atan2: {\displaystyle \varphi ={\mbox{atan2}}({\mbox{imaginary}},{\mbox{real}})}.
Двете променливи r и φ дават възможност за представяне на комплексните числа в полярна форма, като модулът и аргументът напълно определят тяхното положение в равнината. Получаването на формата в правоъгълни координати от полярната форма може да стане чрез формулата, наричана тригонометрична форма:
{\displaystyle z=r(\cos \varphi +i\sin \varphi )}
С използване на Формулата на Ойлер тя може да бъде записана и като:
{\displaystyle z=re^{i\varphi }\,}
записвана понякога и чрез функцията cis:
{\displaystyle z=r\operatorname {cis} \varphi }
В ъгловата нотация, често използвана в електрониката за представяне на комплексен вектор с амплитуда r и фаза φ, формулата се записва като:
{\displaystyle z=r\angle \varphi }

## Релации
Две комплексни числа са равни тогава и само тогава, когато техните реални и имагинерни части са равни:
{\displaystyle z_{1}=z_{2}\,\,\leftrightarrow \,\,(\operatorname {Re} (z_{1})=\operatorname {Re} (z_{2})\,\land \,\operatorname {Im} (z_{1})=\operatorname {Im} (z_{2})).}
За разлика от реалните числа, комплексните не могат да бъдат подредени по големина и при тях не могат да се използват неравенства. Тъй като са разположени в двуизмерна равнина, в множеството на комплексните числа няма естествено линейно подреждане. Формално, комплексните числа не могат да имат структурата на подредено поле, тъй като в подредените полета всеки квадрат е не по-малък от 0, а i2 = −1.

## Елементарни действия

### Абсолютна стойност
Както бе дефинирана по-горе, абсолютната стойност, също наричана модул или норма, на числото z се отбелязва с |z| и представлява дължината на вектора, съответстващ на z в комплексната равнина. Ако числото е написано в тригонометричен вид {\displaystyle z=re^{i\varphi }\ }, абсолютната стойност на z е равна на r, докато ако z е написано в алгебричен вид z = a + ib, тя се изразява чрез формулата:
{\displaystyle |z|={\sqrt {a^{2}+b^{2}}}}
Абсолютната стойност има следните свойства:
{\displaystyle |z|\geq 0\,}
{\displaystyle |z|=0\,} тогава и само тогава, когато {\displaystyle z=0\,}
{\displaystyle |z+w|\leq |z|+|w|\,}
{\displaystyle |zw|=|z|\;|w|\,}
От тях например следва, че |z/w| = |z|/|w|. С помощта на абсолютната стойност може да се дефинира функцията разстояние между комплексни числа d(z,w) = |z-w|. Геометрично това представлява дължината на отсечката, свързваща точките z и w в комплексната равнина. С тази функция множеството на комплексните числа се превръща в метрично пространство, което позволява да се дефинират понятия като граница на функция и непрекъсната функция. В това метрично пространство операциите събиране, изваждане, умножение и деление на комплекни числа са непрекъснати.

### Комплексно спрегнато
Тъй като в полето на комплексните числа съществува симетричен елемент {\displaystyle (x,y)^{-1}\iff x^{2}+y^{2}\neq 0}, комплексно спрегнато, или конюговано, на комплексното число {\displaystyle z=x+yi} по определение е числото x − yi, което се означава с {\displaystyle {\bar {z}}} или z*. Формално, за всяко комплексно число z:
{\displaystyle {\bar {z}}=\operatorname {Re} (z)-\operatorname {Im} (z)\cdot i}
Както се вижда от илюстрацията, {\displaystyle {\bar {z}}} е симетрично на z спрямо реалната ос. Комплексно спрегнатото число има следните свойства:
{\displaystyle {\overline {z+w}}={\bar {z}}+{\bar {w}}}
{\displaystyle {\overline {zw}}={\bar {z}}{\bar {w}}}
{\displaystyle {\overline {(z/w)}}={\bar {z}}/{\bar {w}}}
{\displaystyle {\bar {\bar {z}}}=z}
{\displaystyle {\bar {z}}=z} тогава и само тогава, когато z е реално
{\displaystyle {\overline {re^{i\varphi }}}=re^{-i\varphi }}
{\displaystyle |z|=|{\bar {z}}|}
{\displaystyle |z|^{2}=z{\bar {z}}}
{\displaystyle z^{-1}={{\bar {z}} \over z{\bar {z}}}={{\bar {z}} \over |z|^{2}}} ако z не е нула.
Последната формула е дава начин за пресмятане на реципрочното на комплексно число, записано в алгебричен вид.
Реалната и имагинерната част на комплексното число могат да бъдат извлечени чрез използването на комплексното спрегнато:
{\displaystyle \operatorname {Re} \,(z)={\tfrac {1}{2}}(z+{\bar {z}}),\,}
{\displaystyle \operatorname {Im} \,(z)={\tfrac {1}{2i}}(z-{\bar {z}}).\,}

### Събиране и изваждане
Комплексните числа се събират чрез събиране на техните реални и имагинерни части:
{\displaystyle (a+bi)+(c+di)=(a+c)+(b+d)i.\ }
По подобен начин изваждането се дефинира като:
{\displaystyle (a+bi)-(c+di)=(a-c)+(b-d)i.\ }
Като се използва визуализацията на комплексните числа в комплексната равнина, събирането има следната геометрична интерпретация: сборът на две комплексни числа A и B, разглеждани като точки в комплексната равнина, е точката X получена чрез построяването на успоредник, три от ъглите на който са O, A и B. По същия начин X е точката, за която триъгълниците с върхове O, A, B и X, B, A са еднакви.

### Умножение и деление
Умножението на две комплексни числа се дефинира чрез следната формула:
{\displaystyle (a+bi)(c+di)=(ac-bd)+(bc+ad)i.\ }
То се извършва аналогично на умножението на реалните числа, отчитайки особеностите при повдигане на квадрат на имагинерната единица:
{\displaystyle i^{2}=i\times i=-1.\ }
Дефиницията на умножение на комплексни числа следва естествено от това фундаментално качество на имагинерната единица. Ако i се разглежда като число, като di означава d пъти i, правилото за умножение е идентично на обичайните правила за умножение на два сбора на две събираеми:
{\displaystyle (a+bi)(c+di)=ac+bci+adi+bidi}
{\displaystyle =ac+bidi+bci+adi}
{\displaystyle =ac+bdi^{2}+(bc+ad)i}
{\displaystyle =(ac-bd)+(bc+ad)i}
Делението на две комплексни числа се дефинира чрез умножението, дефинирано по-горе, и чрез делението на реални числа. Когато поне едно от c и d е ненулево, имаме:
{\displaystyle \,{\frac {a+bi}{c+di}}=\left({ac+bd \over c^{2}+d^{2}}\right)+\left({bc-ad \over c^{2}+d^{2}}\right)i.}
Делението може да се дефинира по този начин, заради следното наблюдение:
{\displaystyle \,{\frac {a+bi}{c+di}}={\frac {\left(a+bi\right)\cdot \left(c-di\right)}{\left(c+di\right)\cdot \left(c-di\right)}}=\left({ac+bd \over c^{2}+d^{2}}\right)+\left({bc-ad \over c^{2}+d^{2}}\right)i.}
Както е показано по-горе, c − di е комплексно спрегнатото на знаменателя c + di. Поне едно от реалната част c и имагинерната част d на знаменателя трябва да бъде ненулево, за да бъде делението определено.
Реципрочната стойност на ненулевото комплексно число z = x + yi се получава от:
{\displaystyle {\frac {1}{z}}={\frac {\bar {z}}{z{\bar {z}}}}={\frac {\bar {z}}{x^{2}+y^{2}}}={\frac {x}{x^{2}+y^{2}}}-{\frac {y}{x^{2}+y^{2}}}i.}
В полярна форма формулите за умножение и деление на комплексни числа са по-прости. При дадени две комплексни числа z1 = r1(cos φ1 + i sin φ1) и z2 = r2(cos φ2 + i sin φ2) от известните тригонометрични равенства
{\displaystyle \cos(a)\cos(b)-\sin(a)\sin(b)=\cos(a+b)}
{\displaystyle \cos(a)\sin(b)+\sin(a)\cos(b)=\sin(a+b)}
следва, че
{\displaystyle z_{1}z_{2}=r_{1}r_{2}(\cos(\varphi _{1}+\varphi _{2})+i\sin(\varphi _{1}+\varphi _{2}))}
С други думи, абсолютните стойности се умножават, а аргументите се събират, за да се получи полярната форма на произведението. Например, умножението с i съответства на четвърт завъртане срещу посоката на движение на часовниковата стрелка, от което следва и i2 = −1. Илюстрацията вдясно показва умножението
{\displaystyle (2+i)(3+i)=5+5i}
Тъй като реалната и имагинерната част на 5 + 5i са равни, аргументът на това число е 45 градуса или π/4 (в радиани). От друга страна това е и сборът от ъглите в началото на координатната система на червения и синия триъгълник – съответно arctan(1/3) и arctan(1/2). Така се получава формулата
{\displaystyle {\frac {\pi }{4}}=\arctan {\frac {1}{2}}+\arctan {\frac {1}{3}}}
Тъй като функцията аркустангенс може да се изчислява много ефективно, подобни формули се използват за апроксимации с голяма точност на числото π.
Аналогично делението се получава от
{\displaystyle {\frac {z_{1}}{z_{2}}}={\frac {r_{1}}{r_{2}}}\left(\cos(\varphi _{1}-\varphi _{2})+i\sin(\varphi _{1}-\varphi _{2})\right)}

### Степенуване и коренуване
Формулата на Моавър позволява да се степенува комплексно число, представено в тригонометричен вид:
{\displaystyle z^{n}=[r(\cos \varphi +i\sin \varphi )]^{n}=r^{n}(\cos n\varphi +i\sin n\varphi ),}
където r е модулът, а φ – аргументът на комплексното число. В съвременната символика тя е публикувана от Ойлер през 1722 г.
Квадратните корени на a + bi (при b ≠ 0) са {\displaystyle \pm (\gamma +\delta i)}, където
{\displaystyle \gamma ={\sqrt {\frac {a+{\sqrt {a^{2}+b^{2}}}}{2}}}}
и
{\displaystyle \delta =\operatorname {sgn}(b){\sqrt {\frac {-a+{\sqrt {a^{2}+b^{2}}}}{2}}},}
където sgn е функцията сигнум. Това може да бъде проверено чрез повдигане на квадрат на {\displaystyle \pm (\gamma +\delta i)} за да се получи a + bi. Тук {\displaystyle {\sqrt {a^{2}+b^{2}}}} е абсолютната стойност на a + bi, а символът за квадратен корен обозначава квадратният корен с неотрицателна реална част, наричан основен квадратен корен. Също така {\displaystyle {\sqrt {a^{2}+b^{2}}}={\sqrt {z{\bar {z}}}}}, където {\displaystyle z=a+bi}.

## История на изследванията
В алгебрата отдавна е известно, че общото експлицитно (без използване на тригонометрични функции) решение на произволно кубично уравнение изисква използването на квадратни корени на отрицателни числа. Това затруднение довежда през 1545 година италианския математик Джироламо Кардано до идеята да използва комплексни числа, макар че разбирането му за тях е ограничено. Те се появяват най-напред като „мними (въображаеми) величини“ в неговия труд „Великото изкуство, или за алгебричните правила“, като самият автор ги смята за негодни за употреба.
Изследванията на въпроса за общите полиномни уравнения в крайна сметка довежда до фундаменталната теорема на алгебрата, според която при използване на комплексни числа може да бъде решено произволно полиномно уравнение от първа и по-висока степен. Така комплексните числа образуват алгебрически затворено поле, в което всяко полиномно уравнение има корен.
Ползата от мнимите величини първи оценява италианецът Рафаел Бомбели (1572) – при решаването на кубични уравнения в т. нар. неприводим случай, когато реалните корени се изразяват чрез кубични корени от мними величини. Той създава правилата за най-прости действия с комплексни числа – събиране, изваждане, умножение и деление.
През XVI – XVII в. математиците започват да наричат „мними“ изрази от вида {\displaystyle a+b{\sqrt {-1}}}, появяващи се при решаване на квадратни и кубични уравнения. За много крупни учени от XVII в. обаче алгебричната и геометричната им същност остава неясна. Нютон например не включва мнимите величини в понятието число.
Задачата за изразяване на n-ти корен от дадено число е решена в работите на Моавър (A. de Moivre, 1707, 1724) и Р. Котес (R. Cotes, 1722).
Символът {\displaystyle i={\sqrt {-1}}} е предложен от Ойлер (1794), който използва първата буква от „imaginarius“. През 1751 г. той изказва мисълта за алгебрична затвореност на полето на комплексните числа. До същия извод стига и д'Аламбер (1747), но първото строго доказателство на този факт е дадено от Гаус (1799). Той въвежда в употреба термина „комплексно число“ през 1831 г.
Първото геометрично тълкуване на комплексните числа и действията над тях е изложено в работа на Весел (С. Wessel, 1799).
Геометричното представяне на комплексните числа влиза в употреба след публикуването на работата на Арган (J. R. Argand) – 1806 г. Аритметичната теория на комплексните числа като двойка реални числа е изградена от ирландеца Уилям Роуън Хамилтън (1837), който формулира и обобщението на комплексните числа – кватернионите.